# 窦店站

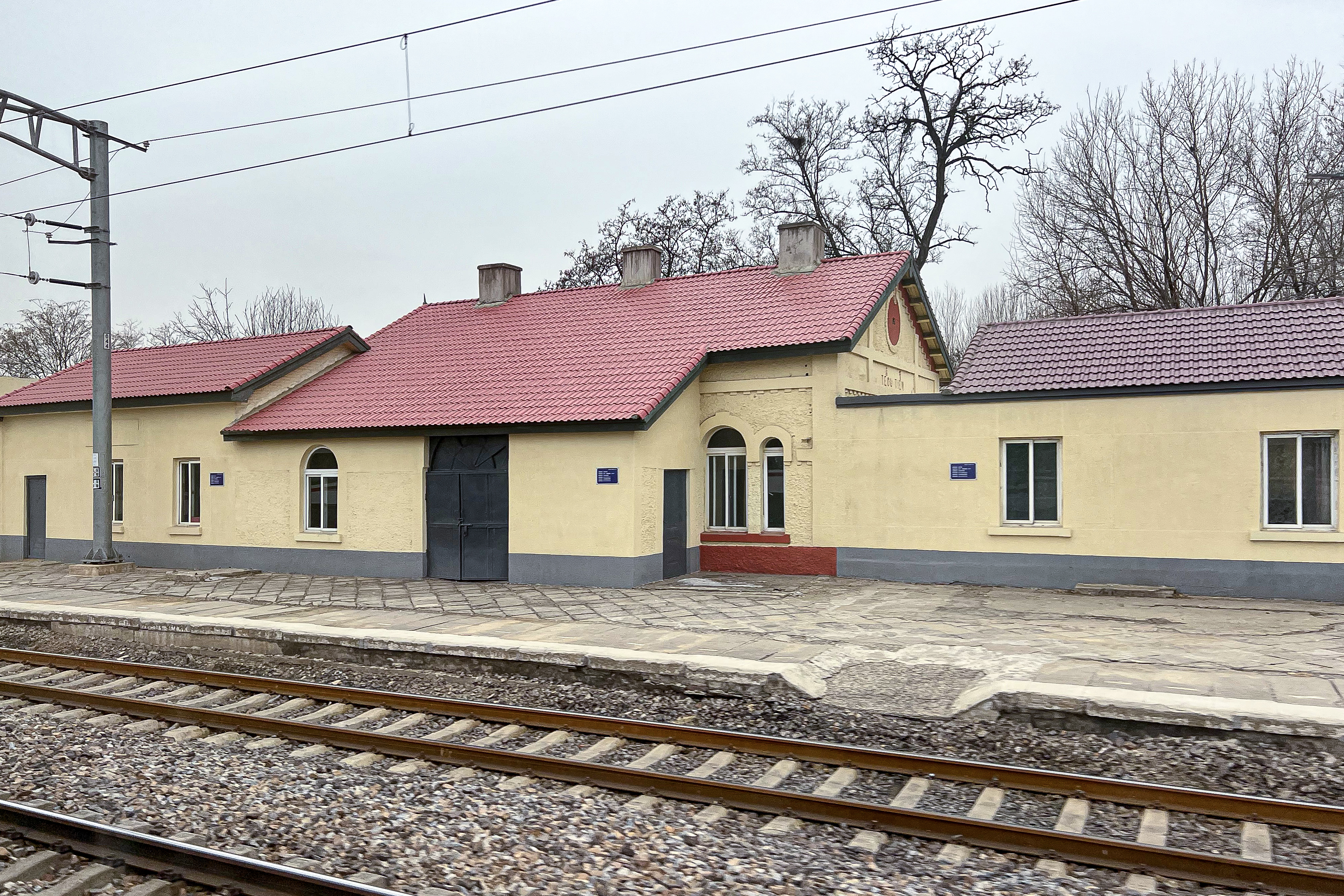
窦店站老站房

窦店站是一个京广铁路上的铁路车站，位于中华人民共和国北京市房山区窦店镇大高舍村侯家坟、京广铁路29公里440米处，建于1899年，目前为四等站，目前客运：办理旅客乘降；不办理行李、包裹托运；货运：办理整车、零担货物发到。北京市计划在窦店一带建设北京铁路集装箱中心站。2020年1月13日，房山区文旅局为建于1899年的窦店站老站房签发了《不可移动文物认定表》。
北京市郊铁路城市副中心线有计划在西延段设置该站。